# Puente de Larrasoaña
El puente de Larrasoaña (denominado también puente de los Bandidos) es un puente medieval de piedra que cruza el río Arga en el valle de Esteríbar. Se encuentra en la población de Larrasoaña en la provincia de Navarra (España). La denominación puente de los bandidos es por ser en él, o en las cercanías del camino, donde se apostaban los bandidos para asaltar a los peregrinos. Este puente en el Camino de Santiago Francés es el siguiente tras el Puente de la Rabia de la población de Zubiri.